# Prawo Poego
Prawo Poego (ang. Poe's law) – internetowe porzekadło opisujące sytuacje, w których bez oczywistych wskazówek co do intencji autorów czytelnicy nie są w stanie odróżnić, czy opinie autorów są ekstremizmami, czy parodiami ekstremizmu. Nazwa pochodzi od nazwiska jego autora, Nathana Poego.
W oryginalnej wersji prawo Poego zostało sformułowane następująco: „bez użycia ewidentnej formy humoru nie można stworzyć żadnej parodii ekstremizmu czy fundamentalizmu w taki sposób, aby ktoś nie wziął tego za prawdziwy ekstremizm”.

## Historia
Prawo Poego wywodzi się z wcześniejszych porad na temat prowadzenia dyskusji w Internecie.  W 1983 Jerry Schwarz napisał w usenetowym FAQ:

8. Unikaj sarkazmu i żartobliwych wyrażeń
Przekaz przez komunikację internetową, w której, w odróżnieniu od komunikacji bezpośredniej, nie ma możliwości przekazania tonu głosu czy mowy ciała, może być łatwo źle zinterpretowany. Umowny uśmieszek, :-), został ogólnie przyjęty w Internecie jako symbol oznaczający „tylko żartuję”.  Jeżeli napiszesz coś w formie satyrycznej bez użycia tego symbolu, to nieważne, jak oczywista taka satyra jest dla ciebie, nie bądź zaskoczony, jeżeli ktoś weźmie ją na poważnie.

W 2001 Alan Morgan strawestował trzecie prawo Clarke’a, pisząc „Każdy wystarczająco zaawansowany troll jest nieodróżnialny od prawdziwego czubka”.
Wyrażenie nazwane w późniejszym czasie prawem Poego zostało po raz pierwszy sformułowane przez Nathana Poego w 2005 na forum christianforums.com w trakcie debaty o kreacjonizmie. Oryginalne zdanie, które napisał Nathan Poe, brzmiało: „Bez użycia puszczającego oko emotikonu czy innej ewidentnej formy humoru nie można w żaden sposób sparodiować kreacjonizmu w taki sposób, że ktoś nie zrozumie tego jako rzeczywistej postawy kreacjonistycznej”.
W oryginalnej wersji prawo Poego zostało sformułowane następująco: „Bez użycia ewidentnej formy humoru nie można stworzyć żadnej parodii ekstremizmu czy fundamentalizmu w taki sposób, aby ktoś nie wziął tego za prawdziwy ekstremizm”.  Odwróceniem prawa Poego jest obserwacja, że prawdziwe przekonania ekstremistyczne mogą być łatwo zinterpretowane jako parodia tychże przekonań.
Według Scotta Aikina i Roberta Talisse'a, autorów książki Why We Argue (And How We Should): A Guide to Political Disagreement, użycie prawa Poego to typowa taktyka dialektyczna afirmująca negatywne nastawienie do rozmówcy. Według Aikini i Tallise'a, akceptacja czy użycie prawa Poego przez jedną ze stron dyskusji pociąga za sobą bardzo negatywną ocenę jakości argumentów drugiej strony.